# Бой при Клаузене
Бой при Клаузене (нем. Gefecht bei Klausen) произошёл 20 октября 1735 года недалеко от города Клаузен в Рейнской области. Французские войска под командованием маршала Франсуа де Франкето де Куаньи потерпели поражение при попытке вытеснить имперские войска под командованием Фридрих Генрих фон Зекендорфа. Бой был одним из последних значительных столкновений между сторонами в Войне за польское наследство.
В ноябре 1734 года воюющие стороны начали дипломатические попытки заключить мир, но несмотря на это в 1735 году военные действия возобновились. Евгений Савойский был вызван в Вену для участия в мирных переговорах, оставив в сентябре командование имперскими войсками герцогу Вюртембергскому. Фридрих Генрих фон Зекендорф, командовавший немецким правым флангом в Майнце, получил разрешение от Вюртемберга выступить против французского левого фланга в попытке отбросить его к Триру и занять территорию между реками Маас и Мозель.
20 октября 1735 года от 30 до 35 тысяч имперских солдат, шедших в направлении Трира, встретили 25-тысячное французское войско, идущее из Трира. Австрийские войска расположились на левом берегу Зальма между Эшем и Ривенихом, резервы находились в небольшой долине, ведущей от Эша к Клаузену, и на горе восточнее Ривениха. Дальнейшие резервы располагались между Зелемом и Польбахом и на высоте к востоку от Зальмрёра. Французы были на правом берегу Зальма между Ривенихом и Хетцератом. По преданию, они затопили луга, перегородив Зальм, чтобы затруднить продвижение имперских войск. 
Зекендорф приказал части своей венгерской кавалерии атаковать французский авангард. Они это сделали около 11:00, но были отброшены. Около 14:00 французские колонны прибыли на высоты выше Эша и Ривениха. Около 16 часов граф фон Зекендорф приказал своему левому крылу атаковать Ривенихский мост, занятый французами. Французы, в свою очередь, наступали двумя линиями против корпуса в центре, напротив деревни Эш. Но там их удержали артиллерийским огнём. Однако французы не ушли из Ривениха, несмотря на массированный австрийский обстрел. Поэтому князь фон Вальдек с 6 гренадерскими ротами, а также с 100 кавалеристами и 100 гусарами переправился через Зальм и двинулся вдоль изгородей через Ривених, чтобы там атаковать фланг французов. Тем временем несколько эскадронов также переправились через Зальм и мост в Эше. 2000 французских гренадеров, увидев гусар, сразу же открыли огонь, а затем начали отступать к центру. Куаньи, поняв, что противник превосходит его по численности, отвел свои войска от моста и покинул Ривених. С наступлением темноты боевые действия стихли. 
Маршал Куаньи, осмотрев утром позицию Зекендорфа, решил, что она слишком сильна для штурма, и на следующий день отступил к Хетцерату. Зекендорф послал барона Димара с венгерской и немецкой кавалерией атаковать французский тыл, но они не добились успеха.
Значительная нехватка провизии вынудила Куаньи разделить свои войска по обе стороны Мозеля, что было рискованным шагом, когда противник был рядом. Зекендорф не использовали это, но Куаньи к 28 октября полностью отошел с северной стороны Мозеля. 31 октября Куаньи узнал, что в рамках продолжающихся мирных переговоров было достигнуто соглашение о прекращении огня; 12 ноября эта новость была доставлена Зекендорфу. Боевые действия прекратились.